# گربه‌ماهی کوسه‌ای
گربه‌ماهیان کوسه‌ای (خانوادهٔ Pangasiidae) خانواده ای از گربه‌ماهی‌سانان هستند که در آب‌های شیرین و لب‌شور مناطق جنوبی آسیا از بورنئو و تایلند و جنوب شرقی آسیا تا پاکستان یافت می‌شوند. تا کنون در این خانواده از ماهی‌ها حدود ۳۰ گونه شناسایی شده‌اند. یکی از این گونه‌ها گربه‌ماهی‌بزرگ مکونگی است که از بزرگ‌ترین ماهی‌های آب شیرین بوده و نسل آن در معرض تهدید است.

## ویژگی‌ها
علت نامگذاری این خانواده، نحوهٔ شنا کردن در میانهٔ آب یا شباهت ظاهری با کوسه‌ها می‌باشد. گونه‌های این خانواده همگی بومی جنوب و جنوب شرقی آسیا بوده و حداقل تا ۴۵ سانتی‌متر رشد می‌کنند. به جهت اندازهٔ بزرگ و زندگی جمعی آن‌ها اغلب شکار شده و به عنوان غذا مورد استفاده قرار می‌گیرند. این ماهی‌ها می‌توانند به وزنی بالغ بر ۱۵ کیلوگرم یا بیشتر برسند و بزرگی در حدود ۱۲۰–۱۰۰ سانتی‌متر در طبیعت داشته باشند.
بر اساس بررسی‌ها گربه ماهیان کوسه ای ارتباط تکاملی نزدیکی با خانوادهٔ اسبله‌ایان دارند. فسیل دو گونه از این ماهی‌ها کشف و توصیف شده‌است.
بالهٔ پشتی این ماهی‌ها در نزدیکی سر آن‌ها قرار داشته و معمولاً بزرگ و مثلثی شکل است. این ماهی‌ها معمولاً دارای سبیلک و همچنین باله‌های چربی کوچکی هستند.